# Farmington (Illinois)
Farmington – miasto w Stanach Zjednoczonych, w stanie Illinois, w hrabstwie Fulton.